# Tatarka
Ири́на Алекса́ндровна Сме́лая (род. 21 декабря 1991, Набережные Челны, Татарская АССР), более известная под псевдонимом Tatarka (рус. Тата́рка), — российская певица и видеоблогер.

## Биография и карьера
Родилась 21 декабря 1991 года в Набережных Челнах. Позже переехала в Санкт-Петербург.
Стала популярна благодаря DIY-передачам «Fashion Trashon», «М/Ж», а затем на протяжении двух лет вела личный канал на YouTube, в котором выпускала ролики под названием «Татарские будни». Бывший муж — певец и блогер Илья Прусикин (Ильич), лидер группы Little Big (в браке c 2016 по 2020 год).
В конце 2016 года выпустила дебютный клип на песню «Altyn», в котором исполнительница танцует на фоне машин в одежде от популярного дизайнера Гоши Рубчинского. За первую неделю видео собрало более трёх миллионов просмотров, а «Афиша» по итогам 2016 года включила видео в список 100 лучших клипов года. Музыкальная композиция представляет собой клауд-рэп на татарском языке. Клип на сингл «Altyn» снимала продакшн-компания «КликКлак». Режиссёр — Эльдар Джарахов, оператор — Алина Пязок. Эта же компания работает с группой Little Big. Клип снимался в течение двух дней, с использованием эффекта замедления путём rapid-съёмки. Позже оказалось, что сам клип являлся большим рекламным роликом Samsung, так как само видео было снято на новый смартфон компании. За два месяца количество просмотров видео выросло до 15 миллионов. По состоянию на июль 2021 года клип преодолел отметку в 51 миллион просмотров.
Автором текста песни «Altyn» стал директор казанского лейбла Yummy Music, хип-хоп исполнитель проекта Ittifaq Ильяс Гафаров. К Ильясу обратились представители лейбла «КликКлак», знакомые с его творчеством, и предложили написать текст песни. Музыку написал представитель лейбла Виктор Сибринин. Название песни в переводе с татарского означает «Золотая», а текст припева переводится как «Я золотая, я золотая, я красивый золотой цветок».
В начале 2017 года вышел ещё один сингл исполнительницы в дуэте с Little Big — «U Can Take». Песня также написана на татарском языке, а партия Ильи Прусикина, бывшего мужа Ирины, исполняется на английском. За первые сутки после публикации видеоролик собрал более двух миллионов просмотров. В сентябре 2017 вышел третий клип исполнительницы — «Pussy Power».
С лета 2018 года работала над записью своего дебютного альбома. Альбом создавался на двух языках, татарском и английском. 28 июня 2019 года Tatarka выпустила клип на трек «AU», снятый в городах Ташкент, Хива и Чирчик в Узбекистане. Альбом Golden Flower был выпущен 29 октября 2020 года.

## Личная жизнь
6 июля 2016 года состоялась свадьба Ирины Смелой и Ильи Прусикина (под псевдонимом «Ильич»). 26 ноября 2017 года у них родился сын Добрыня. 31 августа 2020 года пара объявила о разводе.
С лета 2021 года состояла в отношениях с Даниилом Патлахом. 14 февраля 2024 года сделал ей предложение.

## Дискография

### Альбомы

#### Студийный альбом
| Название      | Информация                                                                           |
| ------------- | ------------------------------------------------------------------------------------ |
| Golden Flower | - Релиз: 29 октября 2020 - Лейбл: Warner Music Russia - Формат: цифровая дистрибуция |

### Синглы
| №  | Название                                         | Год  | Альбом                                    |
| -- | ------------------------------------------------ | ---- | ----------------------------------------- |
| 1  | «Altyn»                                          | 2016 | Неальбомный сингл                         |
| 2  | «U Can Take» (feat. Little Big)                  | 2017 | Неальбомный сингл                         |
| 3  | «Pussy Power»                                    | 2017 | Неальбомный сингл                         |
| 4  | «AU»                                             | 2019 | Неальбомный сингл                         |
| 5  | «Arriba» (feat. Little Big & Clean Bandit)       | 2019 | Неальбомный сингл                         |
| 6  | «Vroom»                                          | 2020 | Golden Flower                             |
| 6  | «Bubblegum»                                      | 2020 | Golden Flower                             |
| 7  | «Kawaii» (Cream Soda Remix)                      | 2021 | Неальбомный сингл                         |
| 8  | «Loli Boy» (feat. Cream Soda)                    | 2021 | Loli Boy (feat. Cream Soda) [макси сингл] |
| 9  | «Loli Boy» (feat. Cream Soda) [Partiboi69 Remix] | 2021 | Loli Boy (feat. Cream Soda) [макси сингл] |
| 10 | «Kawaii» (sped up)                               | 2022 | Kawaii (макси сингл)                      |
| 11 | «Kawaii» (slowed + reverb)                       | 2022 | Kawaii (макси сингл)                      |
| 12 | «Kawaii»                                         | 2022 | Kawaii (макси сингл)                      |
| 13 | «Feel My Vibe» (feat. Patlakh & Street Fever)    | 2022 | Неальбомный сингл                         |
| 14 | «Black Dress»                                    | 2022 | Неальбомный сингл                         |

## Видеография
| № | Год  | Клип                                        | Альбом            |
| - | ---- | ------------------------------------------- | ----------------- |
| 1 | 2016 | «Altyn»                                     | Неальбомный сингл |
| 2 | 2017 | «U Can Take» (feat. Little Big)             | Неальбомный сингл |
| 3 | 2017 | «Pussy Power»                               | Неальбомный сингл |
| 4 | 2019 | «AU»                                        | Неальбомный сингл |
| 5 | 2019 | «Arriba» (feat. Little Big & Clean Bandit)  | Неальбомный сингл |
| 6 | 2020 | «Kawaii»                                    | Golden Flower     |
| 7 | 2021 | «Boys & Girls» (Mood video)                 | Golden Flower     |
| 8 | 2021 | «LOLI BOY» (feat. Cream Soda) (Lyric Video) | Неальбомный сингл |

### Участие
- 2014 — Little Big — «Public Enemy»[26]
- 2016 — Little Big — «Big Dick»[27]
- 2016 — Little Big — «Hateful Love»[28]
- 2018 — Хлеб — «Шашлындос»[29]
- 2019 — Animal ДжаZ — «Чувства»